# ملعب بوريرام
ملعب بوريرام أو تشانغ أرينا لأسباب الرعاية، هو ملعب كرة قدم في بوريرام، تايلاند. غالباً ما يتم استخدامه للعبة كرة القدم ويعتبر الملعب الأساسي لبوريرام يونايتد وهو أحد فرق الدوري المحلي. يسع الملعب لجلوس 24,000 متفرج. تم الانتهاء من بناء الملعب في عام 2011.